# Grey Dawn II
Grey Dawn, född 1962, död 1991, var ett franskfött engelskt fullblod, mest känd för att ha varit den enda häst som lyckats besegra Sea Bird..

## Bakgrund
Grey Dawn var en skimmelhingst efter Herbager och under Polamia (efter Mahmoud). Han föddes upp och ägdes av Gertrude T. Widener. Han tränades under sin tävlingskarriär av Etienne Pollet i Frankrike, och senare av Horatio Luro i USA.

## Karriär
Grey Dawn tävlade mellan 1964 och 1966, och sprang in 646 906 dollar på 22 starter, varav 8 segrar, 4 andraplatser och 1 tredjeplats. Han tog karriärens största segrar i Prix de la Salamandre (1964), Prix Morny (1964), Grand Critérium (1964), Prix de Fontainebleau (1965) och Brandywine Turf Handicap (1966).
1964 besegrade Grey Dawn stallkamraten Sea Bird i Grand Critérium. Han segrade även i Prix de la Salamandre och Prix Morny samma år, och fick utmärkelsen French Champion Two-Year-Old Colt.
Som treåring segrade Grey Dawn i Prix de Fontainebleau och kom på andra plats i Poule d'Essai des Poulains (Franska 2000 Guineas). 1966 skickades han till USA för att tävla, och registrerades där som Grey Dawn II. Han sattes i träning hos Horatio Luro, och segrade i ett löp i serien Brandywine Turf Handicap på Delaware Park Racetrack och kom på tredje plats i Tidal Handicap.

### Som avelshingst
Efter tävlingskarriären stallades Grey Dawn upp som avelshingst på Domino Stud Farm i Lexington, Kentucky. Han kom att bli far till 73 stakesvinnare, och morfar till mer än 125 stakesvinnare. Han utsågs till Ledande avelsmorfader i Nordamerika 1990.
| Häst            | Född | Större meriter i urval                                                   |
| --------------- | ---- | ------------------------------------------------------------------------ |
| Vigors          | 1973 | Hollywood Invitational Turf Handicap (1977), Santa Anita Handicap (1978) |
| Heavenly Cause  | 1978 | American Champion Two-Year-Old Filly (1980)                              |
| Christmas Past  | 1979 | American Champion Three-Year-Old Filly (1982)                            |
| Bounding Basque | 1980 | Wood Memorial Stakes (1983) and Brooklyn Handicap (1985)                 |
| Dunbeath        | 1980 | William Hill Futurity (1982)                                             |
| Grey Classic    | 1983 | Canadian Champion Two-Year-Old Colt (1985)                               |

Grey Dawn var även morfar till bland andra Waquoit (2,2 miljoner dollar insprunget), Opening Verse (Breeders' Cup Mile 1991), Itsallgreektome (American Champion Male Turf Horse 1990) och Silver Patriarch (St. Leger Stakes, Coronation Cup,  Gran Premio del Jockey Club).
Grey Dawn avled 1991 på Domino Stud Farm, där han även begravdes.